# خط زمني للأنابيب النانوية الكربونية

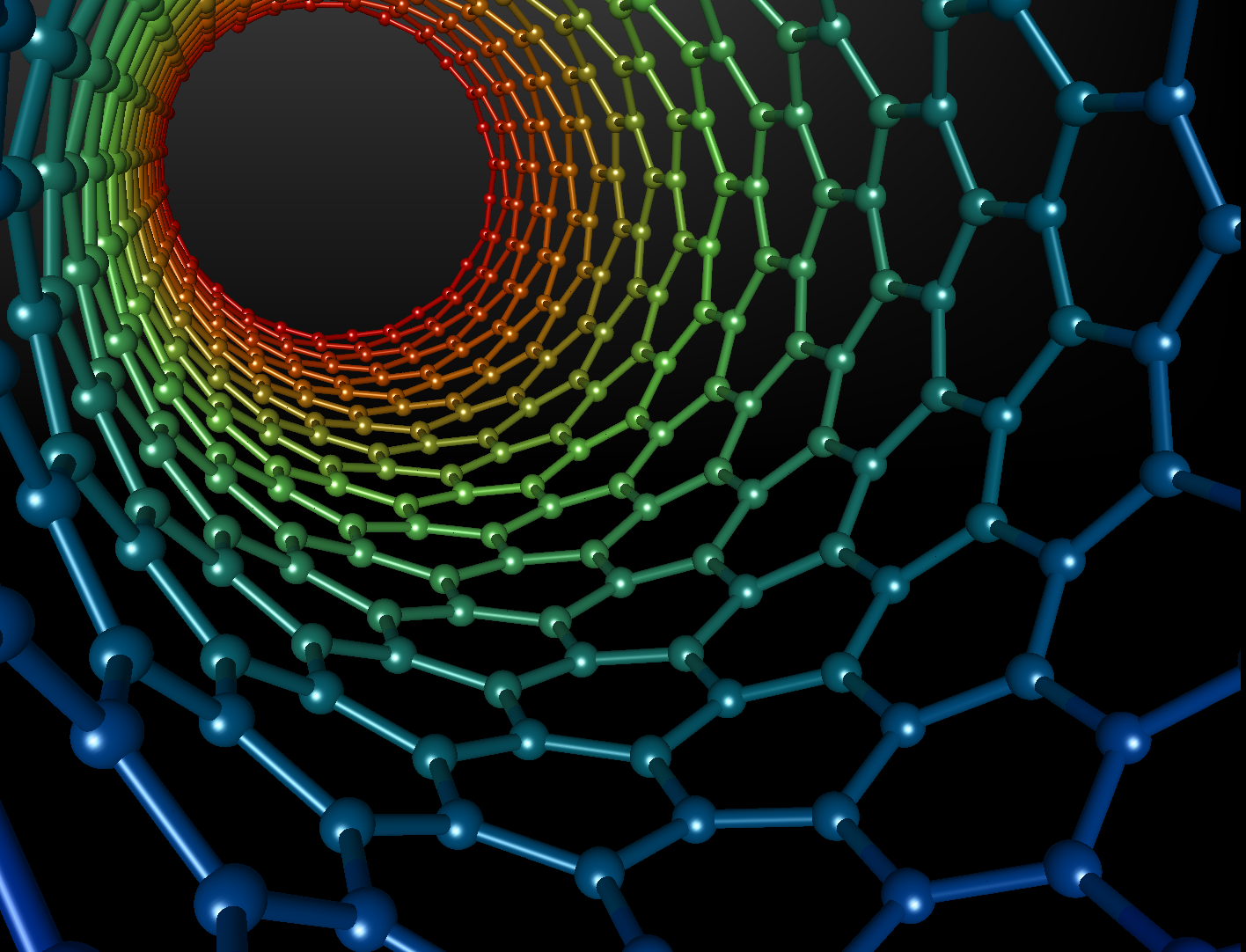
داخل أنبوب نانوي كربوني

## العصور الوسطى
- ربما تكون الأنابيب النانوية الكربونية قد أسهمت في قوة الفولاذ الدمشقي، رغم أن هذا لم يكن معروفاً في ذلك الوقت.

## 1952
- قام رادوشكيفيتش ولوكيانوفيتش بنشر ورقة في مجلة الكيمياء الفيزيائية السوفيتية أظهرا فيها ألياف كربونية غرافيتية جوفاء يبلغ قطرها 50 نانومتر.[1]

## 1960
- قام بولمان وسبريدبورغ بمناقشة خصائص الاحتكاك للكربون بسبب الرقاقات المتداولة للجرافين في الطبيعة. وقد أظهرت صورة مجهر إلكتروني الأنابيب النانوية الكربونية عديدة الجدر MWCNT بوضوح.[2]

## 1976
- قام أوبيرلين، ايندو وكوياما باكتشاف نمو الألياف الكربونية وفق ترسب البخار الكيميائي CVD في النطاق النانومتري.[3]

## 1979
- ذكرت رواية الخيال العلمي نافورات الجنة للكاتب آرثر س. كلارك فكرة مصعد الفضاء باستخدام «كريستال ألماسي مستمر شبه أحادي البعد».[4]

## 1985
- اكتشاف الفوليرين.[5]

## 1987
- أصدر هاورد ج. تينينت من شركة حفازات هابيريون براءة اختراع أمريكية لألياف جوفاء غرافيتية.[6]

## 1991
- تم اكتشاف الأنابيب النانوية في سناج قوس التفريغ في شركة إن إي سي، من قبل الباحث الياباني سوميو إيجيما.[7]
- آب - تم اكتشاف الأنابيب النانوية وفق ترسب البخار الكيميائي CVD من قبل آلان هارينغتون وتوم ماغاناس من صناعات ماغاناس، مما أدى إلى تطوير طريقة لتحليل أغلفة الأنابيب النانوية ذات الأغشية الرقيقة أحادية الجزيء.[8]

## 1992
- التنبؤات النظرية الأولى للخصائص الإلكترونية للأنابيب النانوية الكربونية أحادية الجدار من قبل مجموعات في مختبر الأبحاث البحرية، الولايات المتحدة الأمريكية.[9]معهد ماساتشوستس التقني [10] وشركة إن إي سي.[11]

## 1993
- قامت مجموعات بإشراف دونالد س. بيتون نسخة محفوظة 23 ديسمبر 2009 على موقع واي باك مشين. من آي‌ بي‌ إم [12] وسوميو إيجيما من شركة إن إي سي [13] بشكل مستقل باكتشاف الأنابيب النانوية الكربونية أحادية الجدار وطرق إنتاجها باستخدام حفازات النقل المعدنية.

## 1995
- كان الباحثون السويسريون هم أول من أوضح خصائص انبعاث الإلكترون للأنابيب النانوية الكربونية [14] وقد قام المخترعان الألمانيان تيل كيسمان وهربيرت غروس-وايلد بالتنبؤ بهذه الخاصية للأنابيب النانوية الكربونية في وقت سابق من ذلك العام وذلك في تطبيقهم لبراءة الاختراع.[15]

## 1997
- تم إيضاح الترانزستورات الأولى أحادية الإلكترون المعتمدة على الأنابيب النانوية الكربونية (والتي تعمل عند درجات حرارة منخفضة) من قبل مجموعات في جامعة ديلفت،[16] وفي جامعة كاليفورنيا، بركلي.[17]
- تم تطبيق أول اقتراح لاستخدام الأنابيب النانوية الكربونية كهوائيات بصرية في براءة اختراع المخترع روبرت كراولي في كانون الثاني 1997.[18]

## 1998
- تم إيضاح الترانزستورات الأولى ذات الأثر المجالي المعتمدة على الأنابيب النانوية الكربونية من قبل مجموعات في جامعة ديلفت، [19] وفي آي‌ بي‌ إم [20]

## 2000
- الإيضاحات الأولى التي أثبتت أن الأنابيب النانوية الكربونية المنحنية تغير من مقاومتها.[21]

## 2001
- نيسان- أول تقرير حول طريقة فصل الأنابيب النانوية الكربونية المعدنية وشبه الموصلة.[22]

## 2002
- كانون الثاني- تم إيضاح أن الأنابيب النانوية الكربونية عديدة الجدر هي أسرع المهتزات المعروفة (> 50 غيغاهرتز).[23]

## 2003
- ايلول- أعلنت شركة إن إي سي تقنية تصنيع مستقرة لترانزستورات الأنابيب النانوية الكربونية.[24]

## 2004
- آذار- نشرت صحيفة الطبيعة صورة لأنبوب نانوي أحادي الجدار SWNT طوله 4 سنتيمتر.[25]

## 2005
- أيار- تم عرض نموذج أولي لشاشة مسطحة عالية الدقة ذات بعد 10 سنتيمتر صنّعت باستخدام الأنابيب النانوية.[26]
- آب- قامت جامعة كاليفورنيا بإيجاد أنابيب نانوية ذات الشكل Y لتستخدم كترانزستورات جاهزة.[27]
- آب- أعلنت جنرال إلكتريك تطوير ثنائي مثالي من الأنابيب النانوية الكربونية يعمل عند «الحد النظري» (أفضل أداء ممكن). وكذلك تم ملاحظة تأثير فلط ضوئي في جهاز الثنائي ذو الأنابيب النانوية مما قد يؤدي إلى اختراقات في الخلايا الشمسية وجعلها أكثر كفاءة وأطول عمراً من الناحية الاقتصادية.[28]
- آب- تم تصنيع رقاقة أنابيب نانوية بأبعاد 5 × 100 سنتيمتر.[29]
- ايلول- قامت شركة تقنية النانو التطبيقية (تكساس) بالتعاون مع ست شركات إلكترونيات يابانية بإنتاج نموذج أولي لتلفاز 25-إنش باستخدام الأنابيب النانوية الكربونية. ولم يعاني نموذج التلفاز من ظاهرة «الظلال» التي يعاني منها بعض أنواع التلفازات الرقمية.[30]

## 2006

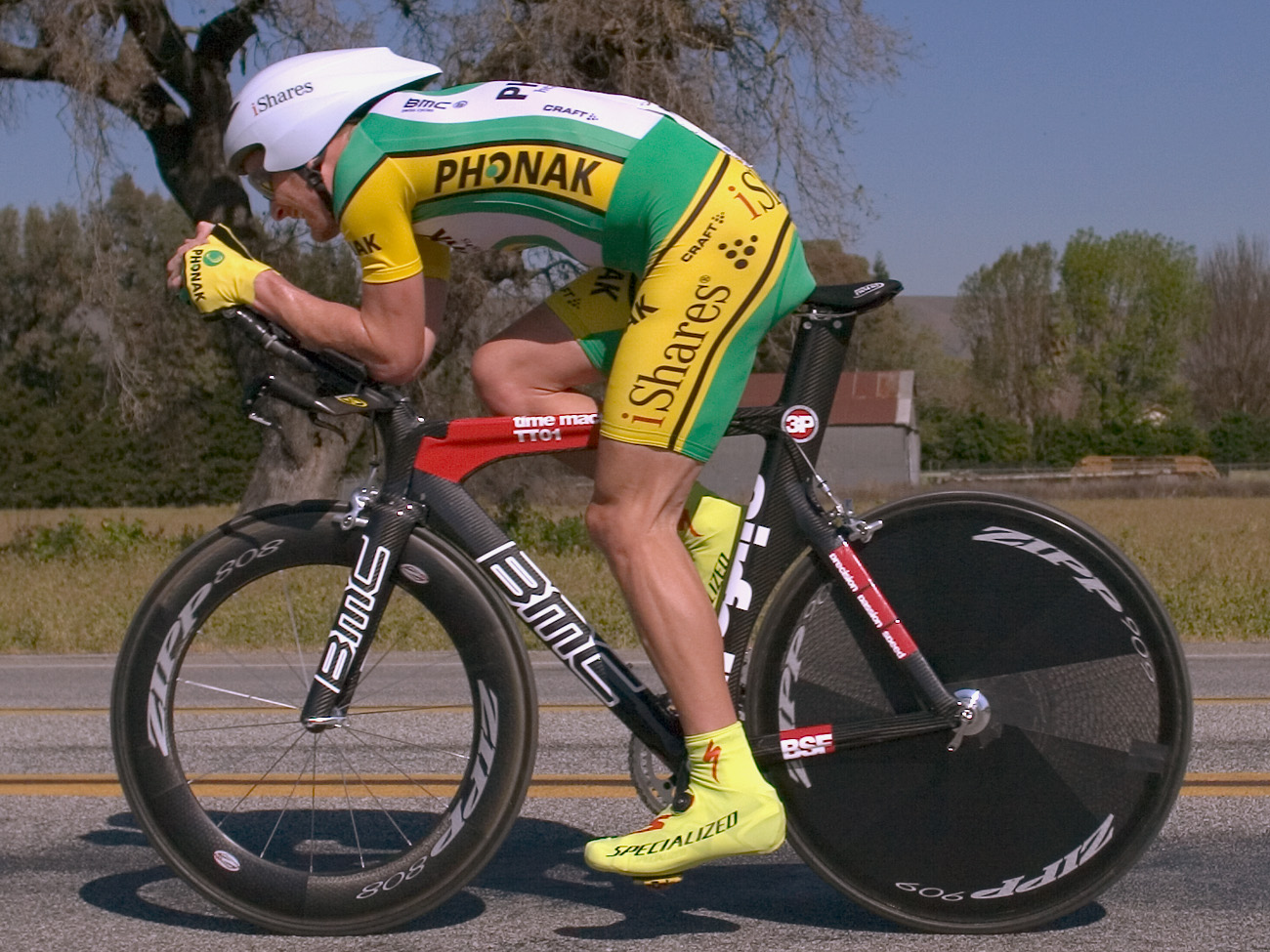
الدراجة الفائزة المحسّنة بالأنابيب النانوية

- آذار- أعلنت شركة آي‌ بي‌ إم عن بناء دارة إلكترونية حول أنبوب نانوي كربوني.[31]
- آذار- تم استخدام الأنابيب النانوية كمقومات لإعادة توليد الأعصاب التالفة.[32]
- أيار- تم تطوير طريقة لوضع الأنابيب النانوية بدقة من قبل شركة آي بي إم.[33]
- حزيران- اختراع أداة في جامعة رايس لفرز الأنابيب النانوية حسب الحجم والخصائص الكهربائية.[34]
- تموز- تم خلط الأنابيب النانوية في ألياف الكربون للدراجة التي فازت في سباق فرنسا 2006.[35]

## 2009
- نيسان- ساهمت الأنابيب النانوية في البطارية الفيروسية.[36]

## وصلات خارجية
- العالم الجديد- تقرير خاص حول التقانة النانوية